# Mongrel
Mongrel – mały i szybki serwer HTTP/1.1 dla Ruby i JRuby, którego można używać m.in. do obsługi aplikacji napisanych we frameworku Ruby on Rails.

## Instalacja
Instalacja wygląda następująco (wymagane są RubyGems oraz Ruby w wersji >= 1.8.4):
```
~$
 
gem
 
install
 
mongrel

```

Po zainstalowaniu, aby uruchomić serwer wystarczy przejść do katalogu aplikacji i wydać polecenie: 
```
~$
 
mongrel_rails
 
start

```

Domyślnie serwer uruchomi aplikację w trybie development, na porcie 3000.

## Podstawowe polecenia

### Uruchomienie serwera
```
~$
 
mongrel_rails
 
start

```

Polecenie to posiada następujące parametry:
- -d - aplikacja będzie działała w tle,
- -p - jako argument wpisujemy numer portu, z którego nasza aplikacja będzie korzystać
- -e - jako argument podajemy nazwę środowiska (production -dla gotowej aplikacji, development -w czasie gdy ją tworzymy)

### Zatrzymywanie serwera
```
~$
 
mongrel_rails
 
stop

```

### Restart serwera
```
~$
 
mongrel_rails
 
restart

```